# Etanotiol
Etanotiol – organiczny związek chemiczny z grupy tioli. Jest siarkowym analogiem etanolu. Składa się z grupy etylowej, −CH
2CH
3, połączonej z grupą tiolową, −SH. Etanotiol jest toksyczny. Występuje w niewielkich stężeniach w ropie naftowej.

## Zapach
Etanotiol jest najbardziej znany ze swojego niezwykle silnego, nieprzyjemnego zapachu. Jest wyczuwalny przez człowieka nawet w stężeniu jedna część etanotiolu na 2,8 miliarda części powietrza (tj. 0,35 ppt, czyli 0,00035 ppm), choć zwykle uznaje się, że węch człowieka rozpoznaje substancje w stężeniach 0,5 ppm. Jego zapach przypomina por lub cebulę. Etanotiol jest celowo dodawany do propanu, butanu, LPG, aby nadać zapach tym paliwom, które normalnie są bezwonne. Pomaga to w wyczuciu ich wycieków, co redukuje zagrożenie pożaru lub wybuchu.
Księga rekordów Guinnessa w edycji 2000 uznała etanotiol za najbardziej cuchnącą substancję na świecie. Wydaje się jednak, że nie wszystkie potencjalne substancje były testowane. Inne lotne tiole mają również nieprzyjemny zapach. Tiole mogą być utlenione do sulfotlenków, które mają już słaby zapach.